# Levočské vrchy
Levočské vrchy este o arie protejată (arie de protecție specială avifaunistică — SPA) din Slovacia întinsă pe o suprafață de 45.597,63 ha, integral pe uscat.

## Localizare
Centrul sitului Levočské vrchy este situat la coordonatele 49°08′14″N 20°40′14″E / 49.137147°N 20.670636°E.

## Înființare
Situl Levočské vrchy a fost declarat arie de protecție specială avifaunistică în mai 2010 pentru a proteja 19 specii de animale.

## Biodiversitate
Situată în ecoregiunea alpină, aria protejată nu include niciun habitat protejat.
La baza desemnării sitului se află mai multe specii protejate de  păsări (19): minunița (Aegolius funereus), pescăruș albastru (Alcedo atthis), acvilă de munte (Aquila chrysaetos), cocoșul de mesteacăn (Bonasa bonasia), buha (Bubo bubo), barză neagră (Ciconia nigra), acvilă-țipătoare-mică (Clanga pomarina), prepeliță (Coturnix coturnix), cristeiul de câmp (Crex crex), ciocănitoare neagră (Dryocopus martius), ciuvică (Glaucidium passerinum), sfrâncioc mare (Lanius excubitor), cocoșul de mesteacăn (Lyrurus tetrix), muscar sur (Muscicapa striata), viespar (Pernis apivorus), ciocănitoare de munte (Picoides tridactylus), ciocănitoare verzuie (Picus canus), huhurezul mic (Strix uralensis),  cocoș de munte (Tetrao urogallus).